# Mesud Hadžimejlić
Šejh Mesud ef. Hadžimejlić (Vukeljići, 5. svibnja 1937. – Kaćuni, 9. veljače 2009.), bosanskohercegovački je teolog bošnjačkog podrijetla, šejh nakšibendijskog, rifaijskog i mevlevijskog tarikata, treći po redu šejh-ul-mešaih. 

## Životopis
Mesud Hadžimejlić je rođen u Vukeljićima kraj Fojnice. Bio je sin šejha, hafiza, muftije i muderrisa Musa Kjazima ef. Hadžimejlića, unuk šejha Hasana ef. Hadžimejlića i praunuk šejha Mejli-babe. Svoje prvo znanje je stekao u prvoj privatnoj medresi u Vukeljićima kod svoga oca, što je potvrdio je na državnim ispitima i stekao zvanje imama, muallima i hatiba. Obrazovanje je nastavio u Visokom, pred stricom, šejhom Refikom ef. Hadžimejlićem koji mu je dao vekiletnamu.  
Kao imam, hatib i muallim radio je u džematima: Dražev Do kod Bugojna (1961. – 1963.), u Gorica kod Zenice Zenice (1963. – 1969.) i u Kaćunima kod Busovače (od 1969. do 1990.). Od 1967. do 1974., u Siriji stječe znanje kod šejha Bedruddin ef. Abidina koji mu daje idžazetnamu za šejha nakšibendijskog tarikata. Hilafetnamu za šejha rifaijskog tarikata je dobio 1989. od šejha Džemaluddina er-Rifai iz Prizrena, a 2001. postaje teberruken šejh mevlevijskog tarikata koji mu predaje postinišin šejh Mehmet Sülükçü iz Konye.
Svoj život je posvetio vjerskom i duhovnom obrazovanju mnogih generacija. Inicirao je obnavljanje porušenih džamija, turbeta i tekija učestvovao u projektima obnove u mnogim mjestima. Učestvovao je u obnavljanju mnogih dovišta u Bosni i Hercegovini, od kojih su najznačajnija dovišta u Blagaju 1973., na Vranduku i u Ključu 2000. Zalagao se mnogo na zbližavanju Islamske zajednice u BiH i Tarikatskog centra. Na dužnosti šejh-ul-mešaiha se nalazio od 1997. do 2009. godine. 
Hadžimejlić je izgradio prvi privatni porodični muzej u Vukeljićima, kao i kompleks u Kaćunima koji obuhvata: Tekiju Mesudiju, Polikliniku Hadžimejlić, musafirhanu i knjižnicu. Tekija Mesudija je trenutno najveća tekija na Balkanu. Dužnost šejha Tekije Mesudije obavljao je do smrti 2009. godine. Pokrenuo je i časopis za kulturu, povijest, umjetnost i tesavvuf Kelamu'l Šifa. Ulagao je u obrazovanje, pokrenuo je aktivnost stipendiranja učenika i studenata.
Umro je u Kaćunima kod Busovače 9. veljače 2009. godine.

## Djela
- O čovjeku (Sarajevo, 2015)

## Vanjske poveznice
- Devet godina od preseljenja šejha Mesuda ef. Hadžimejlića: Kod njega je dušama bilo lijepo